# Liste homininer Fossilien
Die folgenden Tabellen geben einen Überblick über einige bemerkenswerte Funde homininer Fossilien, die im Zusammenhang mit der Stammesgeschichte des Menschen und dem Prozess der Hominisation stehen. Da es tausende solcher Fossilien gibt, besteht hierbei kein Anspruch auf Vollständigkeit, vielmehr sollen die wesentlichsten Funde zusammengestellt werden.
Die Auflistung erfolgt anhand des Alters, welches durch radiometrische oder relative Datierung bestimmt wurde. Die Artbezeichnung entspricht dem momentanen Konsens. In Fällen, in denen keine wissenschaftliche Übereinkunft besteht, werden die übrigen Klassifikationen mit angegeben. Abgelehnte Bezeichnungen finden sich unter Umständen im Artikel zum jeweiligen Fossil.
Nicht alle vorgestellten Fossilien werden als direkte Vorfahren von Homo sapiens angesehen. Sie stehen jedoch in engem Zusammenhang mit direkten Vorfahren und sind daher für das Studium der Abstammung von Bedeutung.

## Älter als 2 Millionen Jahre
| Abbildung                                                             | Name                                  | Alter         | Art                                        | Jahr der Entdeckung | Fundort            | Erstbeschreibung                                                                 |
| --------------------------------------------------------------------- | ------------------------------------- | ------------- | ------------------------------------------ | ------------------- | ------------------ | -------------------------------------------------------------------------------- |
|                                                                       | TM 266-01-060-1 „Toumai“              | 7–6 mya       | Sahelanthropus tchadensis (Holotypus)      | 2001                | Tschad             | Michel Brunet                                                                    |
|                                                                       | BAR 1000a'00 BAR 1000b'00             | 6 mya         | Orrorin tugenensis (Holotypus)             | 2000                | Kenia              | Martin Pickford, Kiptalam Cheboi, Dominique Gommery, Pierre Mein, Brigitte Senut |
|                                                                       | ALA-VP 1/20                           | 5,5–5,8 mya   | Ardipithecus kadabba (Holotypus)           | 2001                | Äthiopien          | Yohannes Haile-Selassie                                                          |
|                                                                       | ARA-VP-6/500 „Ardi“                   | 4,4 mya       | Ardipithecus ramidus                       | 1994                | Äthiopien          | Tim White et al.                                                                 |
|                                                                       | KNM-KP 29281                          | 4,2–3,8 mya   | Australopithecus anamensis (Holotypus)     | 1995                | Kanapoi (Kenia)    | Meave Leakey et al.                                                              |
|                                                                       | doppelte Fußspur (aus „Fundstelle G“) | 3,6 mya       | vermutlich Australopithecus afarensis      | 1976                | Laetoli (Tansania) | Mary Leakey                                                                      |
|                                                                       | LH 4                                  | 3,8–3,6 mya   | Australopithecus afarensis (Holotypus)     | 1974                | Laetoli (Tansania) | Mary Leakey                                                                      |
| Abbildung                                                             | KSD-VP-1/1 „Kadanuumuu“               | 3,58 mya      | Australopithecus afarensis                 | 2005                | Äthiopien          | Yohannes Haile-Selassie                                                          |
|                                                                       | KNM-WT 40000                          | 3,5 mya       | Kenyanthropus platyops (Holotypus)         | 1999                | Kenia              | Justus Erus                                                                      |
|                                                                       | Stw 573 („Little Foot“)               | 3,3 mya (?)   | Australopithecus spec.                     | 1994                | Südafrika          | Ronald J. Clarke                                                                 |
|                                                                       | DIK 1-1 („Selam“)                     | 3,3 mya       | Australopithecus afarensis                 | 2000                | Äthiopien          | Zeresenay Alemseged                                                              |
| Oberkiefer AL 200-1                                                   | AL 200-1                              | 3,2–3,0 mya   | Australopithecus afarensis                 | 1975                | Äthiopien          | Donald Johanson                                                                  |
| Abbildung                                                             | AL 129-1a / -1b Kniegelenk von Hadar  | 3,4 mya       | Australopithecus afarensis                 | 1973                | Äthiopien          | Donald Johanson                                                                  |
| Abbildung                                                             | KT-12/H1                              | 3,5–3,0 mya   | Australopithecus bahrelghazali (Holotypus) | 1993                | Tschad             | Michel Brunet                                                                    |
|                                                                       | AL 288-1 („Lucy“)                     | 3,2 mya       | Australopithecus afarensis                 | 24. November 1974   | Äthiopien          | Donald Johanson                                                                  |
|                                                                       | AL 333 („First Family“)               | 3,2 mya       | Australopithecus afarensis                 | 2. November 1975    | Äthiopien          | Michael E. Bush                                                                  |
| AL444-2 bei Smithsonian Institution                                   | AL 444-2                              | 3,0 mya       | Australopithecus afarensis                 | 26. Februar 1992    | Äthiopien          | Yoel Rak                                                                         |
| Abbildung                                                             | LD 350-1                              | 2,8–2,75 mya  | Homo habilis? Homo rudolfensis?            | 2013                | Äthiopien          | Chalachew Seyoum                                                                 |
| Abbildung                                                             | STS 14                                | 2,8–2,6 mya   | Australopithecus africanus                 | 1947                | Südafrika          | Robert Broom                                                                     |
| Abbildung                                                             | STS 52                                |               | Australopithecus africanus                 |                     |                    |                                                                                  |
|                                                                       | STS 71                                | 2,5 mya       | Australopithecus africanus                 | 1947                | Südafrika          | Robert Broom                                                                     |
|                                                                       | Kind von Taung                        | 2,5 mya       | Australopithecus africanus (Holotypus)     | 1924                | Südafrika          | Raymond Dart                                                                     |
|                                                                       | KNM-WT 17.000 („Black Skull“)         | 2,5 mya       | Paranthropus aethiopicus                   | 1985                | Kenia              | Alan Walker                                                                      |
| BOU-VP-12/130 bei Smithsonian Institution und in der Erstbeschreibung | BOU-VP-12/130                         | 2,5 mya       | Australopithecus garhi (Holotypus)         | 1997                | Äthiopien          | Yohannes Haile-Selassie                                                          |
|                                                                       | UR 501                                | 2,4 mya       | Homo rudolfensis                           | 1991                | Malawi             | Friedemann Schrenk                                                               |
| RC 911 bei palaeo.net (Memento vom 4. Mai 2005 im Internet Archive)   | RC 911                                | 2,4 mya       | Paranthropus boisei                        | 1996                | Malawi             | Friedemann Schrenk                                                               |
|                                                                       | AL 666-1                              | 2,3 mya       | Homo spec. (Homo habilis ?)                | 1994                | Äthiopien          |                                                                                  |
|                                                                       | Sts 5 (Mrs. Ples)                     | 2,16–2,05 mya | Australopithecus africanus                 | 1947                | Südafrika          | Robert Broom                                                                     |
|                                                                       | DNH 134                               | 2,04–1,95 mya | Homo erectus                               | 2020                | Südafrika          | Andy Herries                                                                     |
|                                                                       | TM 1517                               | 2,0 mya       | Paranthropus robustus                      | 1938                | Südafrika          | Gert Terblanche                                                                  |
| MH1                                                                   | MH1                                   | 2,0 mya       | Australopithecus sediba (Holotypus)        | 2010                | Südafrika          | Lee Berger                                                                       |

## 2 bis 1 Million Jahre
| Abbildung                                  | Name                                                          | Alter                      | Art                                              | Jahr der Entdeckung | Fundort                                 | Erstbeschreibung             |
| ------------------------------------------ | ------------------------------------------------------------- | -------------------------- | ------------------------------------------------ | ------------------- | --------------------------------------- | ---------------------------- |
|                                            | KNM-ER 1813                                                   | 1,9 mya                    | Homo habilis                                     | 1973                | Kenia                                   | Kamoya Kimeu                 |
|                                            | KNM-ER 1470                                                   | 1,9 mya                    | Homo rudolfensis (Holotypus)                     | 1972                | Kenia                                   | Bernard Ngeneo               |
|                                            | SK 48                                                         | 1,8 mya                    | Paranthropus robustus                            | 1948                | Südafrika                               | Robert Broom                 |
|                                            | OH 5 „Zinj“ oder „Nussknackermensch“ (+ Unterkiefer Peninj 1) | 1,8 mya                    | Paranthropus boisei (Holotypus)                  | 1959                | Tansania                                | Mary Leakey                  |
| OH 8 (Hand) bei talkorigins.org            | OH 8                                                          | 1,8 mya                    | Homo habilis                                     | 1960                | Tansania                                | Jonathan Leakey              |
| OH 24 („Twiggy“)                           | OH 24 („Twiggy“)                                              | 1,8 mya                    | Homo habilis                                     | 1968                | Tansania                                | Peter Nzube                  |
| OH 62 bei msu.edu                          | OH 62 („Dik-dik hominid“)                                     | 1,8 mya                    | Homo habilis                                     | 1986                | Tansania                                | Tim White                    |
| OH 65 bei talkorigins.org                  | OH 65                                                         | 1,8 mya                    | Homo habilis                                     | 1995                | Tansania                                | Fidelis Masao                |
|                                            | D 2700                                                        | 1,8 mya                    | Homo erectus ergaster georgicus                  | 2001                | Georgien                                |                              |
|                                            | OH 7 „Jonnys Child“                                           | 1,75 mya                   | Homo habilis (Holotypus)                         | 1960                | Tansania                                | Jonathan Leakey              |
|                                            | KNM-ER 3733                                                   | 1,75 mya                   | Homo erectus (H. ergaster ?)                     | 1975                | Kenia                                   | Bernard Ngeneo               |
|                                            | KNM-ER 1805                                                   | 1,74 mya                   | Homo habilis                                     |                     | Koobi Fora, Kenia                       |                              |
| STW 53 bei talkorigins.org                 | StW 53                                                        | 2–1,5 mya                  | Homo habilis („Homo gautengensis“)               | 1976                | Südafrika                               | A. R. Hughes                 |
|                                            | SK 847                                                        | 1,8–1,5 mya                | Homo erectus Homo ergaster ? „Homo gautengensis“ | 1969                | Südafrika                               | Ronald J. Clarke             |
| DNH 7 bei talkorigins.org                  | DNH 7 (Eurydice)                                              | 2–1,5 mya                  | Paranthropus robustus                            | 1994                | Südafrika                               | André Keyser                 |
|                                            | SK 46                                                         | 2–1,5 mya                  | Paranthropus robustus                            | 1949                | Südafrika                               | Robert Broom                 |
|                                            | OH 16 „George“                                                | 1,7 mya                    | Homo habilis                                     | 1963                | Tansania                                | Maiko Mutumbo                |
|                                            | KNM-ER 406                                                    | 1,7 mya                    | Paranthropus boisei                              | 1969                | Kenia                                   | Richard Leakey               |
|                                            | KNM-ER 732                                                    | 1,7 mya                    | Paranthropus boisei                              | 1970                | Kenia                                   | Richard Leakey               |
|                                            | KNM-ER 23000                                                  |                            |                                                  |                     |                                         |                              |
|                                            | Sangiran 4                                                    | 1,6 mya                    | Homo erectus                                     | 1939                | Java                                    | G.H.R. von Koenigswald       |
| OH 13 bei msu.edu                          | OH 13 „Cindy“                                                 | 1,6 mya                    | Homo habilis                                     | 1963                | Tansania                                | Louis Leakey                 |
|                                            | KNM-WT 15000 („Nariokotome-Junge“)                            | 1,5 mya                    | Homo erectus (H. ergaster ?)                     | 1984                | Kenia                                   | Kamoya Kimeu                 |
|                                            | KNM-ER 3883                                                   | 1,6–1,4 mya                | Homo erectus (H. ergaster ?)                     |                     | Kenia                                   | Richard Leakey               |
| Peninj-Unterkiefer bei anthropology.si.edu | Peninj 1 oder Peninj Mandible                                 | 1,5 mya                    | Paranthropus boisei                              | 1964                | Peninj, Tansania                        | Kamoya Kimeu                 |
| Chellean OH 9 bei talkorigins.org          | OH 9 („Chellean Man“)                                         | 1,5 mya                    | Homo erectus                                     | 1960                | Tansania                                | Louis Leakey                 |
| KNM ER 992 bei msu.edu                     | KNM-ER 992                                                    | 1,5 mya                    | Homo erectus (Holotypus von H. ergaster ?)       | 1971                | Kenia                                   | Richard Leakey               |
| Sangiran 2 (Original)                      | Sangiran 2                                                    | ca. 1,5 mya                | Homo erectus                                     | 1937                | Java                                    | G.H.R. von Koenigswald       |
|                                            | KGA 10-525                                                    | 1,4 mya                    | Paranthropus boisei                              | 1993                | Äthiopien                               | A. Amzaye                    |
|                                            | ATE7-1                                                        | ca. 1,4–1,1 mya            | Homo aff erectus.                                | 2025                | Sierra de Atapuerca (Sima del Elefante) | Rosa Huguet et al. 2025      |
|                                            | ATE9-1                                                        | ca. 1,2 mya                | Homo sp.                                         | 2008                | Sierra de Atapuerca (Sima del Elefante) | Eduald Carbonell et al. 2008 |
|                                            | Sangiran 17 Pithecanthropus VIII                              | ca. 1,25 mya (1,6–0,8 mya) | Homo erectus                                     | 1969                | Java                                    | Herr Towikromo               |

## 1 Million bis 100.000 Jahre
| Abbildung                           | Name                                                                                               | Alter                                 | Art                                                                     | Jahr der Entdeckung | Fundort                                  | Erstbeschreibung                                                     |
| ----------------------------------- | -------------------------------------------------------------------------------------------------- | ------------------------------------- | ----------------------------------------------------------------------- | ------------------- | ---------------------------------------- | -------------------------------------------------------------------- |
| Originalzeichnung                   | Trinil 2 oder Pithecanthropus-1 oder Java-Mensch                                                   | 1000–700 ka                           | Homo erectus (Holotypus)                                                | 1891                | Indonesien                               | Eugène Dubois                                                        |
| Ternifine 1–3 bei scientificlib.com | Tighenif 1 (= Ternifine 1) Atlanthropus mauritanicus / Homo mauritanicus Homo erectus mauritanicus | 700 ka                                | Homo erectus                                                            | 1954                | Tighennif (Ternifine), Algerien          | Camille Arambourg, 1954                                              |
| Saldanha 1                          | Saldanha 1 Homo saldanensis                                                                        | 1000–600 ka ? 600 ka ? 500–200 ka ?   | Homo erectus ? archaischer Homo sapiens ?                               | 1953                | Südafrika                                | Matthew Robertson Drennan, 1955                                      |
| Hexian PA830                        | PA 830                                                                                             |                                       | Homo erectus                                                            |                     | Kreis He, China                          |                                                                      |
| Zhoukoudian XII                     | Zhoukoudian XII                                                                                    |                                       | Homo erectus                                                            |                     | Zhoukoudian, China                       |                                                                      |
|                                     | ATD6-5                                                                                             | ca. 860-780 ka                        | Homo antecessor (Holotypus) Homo erectus ?                              | 1995                | Sierra de Atapuerca (Gran Dolina)        | José María Bermúdez de Castro                                        |
| Ceprano                             | Ceprano 1 Homo cepranensis                                                                         | 900–450 ka                            | Homo erectus ?                                                          | 1994                | Italien                                  | Francesco Mallegni et al. 2003                                       |
| Bodo-Schädel                        | Bodo 1                                                                                             | 600 ka                                | Homo erectus                                                            | 1976                | Äthiopien                                | B. Asfaw                                                             |
| Unterkiefer von Mauer               | GPIH.1 Unterkiefer von Mauer („Heidelberg-Mensch“)                                                 | 600 ka oder 500 ka                    | Homo heidelbergensis oder Homo erectus heidelbergensis (Typusexemplar)  | 1907                | Mauer (Baden), Deutschland               | Daniel Hartmann                                                      |
|                                     | Peking-Mensch oder Sinanthropus pekinensis                                                         | 770, 600 und 500 ka                   | Homo erectus                                                            | 1921–1937           | Peking                                   | Otto Zdansky, Davidson Black                                         |
| Unterkiefer von Mala Balanica       | BH-1                                                                                               | ca. 525–395 ka                        | Homo heidelbergensis                                                    | 2008                | Serbien                                  | Mirjana Roksandic et al. 2011                                        |
| Atapuerca 5 („Miguelón“)            | Atapuerca 5 („Miguelón“)                                                                           | ca. 500–300 ka                        | Homo heidelbergensis                                                    | 1992                | Sierra de Atapuerca (Sima de los Huesos) | J. M. Bermúdez de Castro                                             |
|                                     | Ndutu 1                                                                                            | 400–200 ka                            | Homo erectus ? archaischer Homo sapiens ?                               | 1973                | Ndutu-See, Tansania                      | Amini Mturi                                                          |
| Abbildung                           | Salé 1                                                                                             | 400 ka (?)                            | Homo erectus ? archaischer Homo sapiens ?                               | 1971                | Salé, Marokko                            | Jean-Jacques Jaeger                                                  |
|                                     | Arago XXI + Arago XLVII (Mensch von Tautavel)                                                      | 400 ka                                | Homo erectus tautavelensis oder Homo heidelbergensis                    | 1971                | Tautavel, Frankreich                     | Henry de Lumley                                                      |
| Petralona 1                         | Petralona 1                                                                                        | 500–250 ka                            | Homo heidelbergensis                                                    | 1960                | Griechenland                             |                                                                      |
| fondationiph.org                    | Hathnora 1                                                                                         | 500–200 ka                            | Homo erectus (H. erectus narmadensis) oder Homo heidelbergensis         | 5. Dezember 1982    | Indien                                   | Arun Sonakia                                                         |
| Blick ins Hinterhauptloch           | Swanscombe-Schädel                                                                                 | 400 ka                                | Homo heidelbergensis                                                    | 1935                | England                                  | Alvan T. Marston                                                     |
| Unterkiefer Bilzingsleben E7        | Homo erectus bilzingslebenensis                                                                    | 400–350 ka                            | Homo erectus?                                                           | 1972                | Bilzingsleben, Deutschland               | Emanuel Vlček, 1978                                                  |
| Vértesszőlős I                      | Vértesszőlős I und II Homo erectus palaeohungaricus                                                | 328–310 ka, 185 ka                    | Homo erectus?                                                           | 1965                | Vértesszőlős, Ungarn                     | Andor Thoma, 1966                                                    |
| Knochen von Homo naledi (Originale) | Dinaledi Hominin 1 (DH1) inmitten von 1550 Knochen und Zähnen von 15 Individuen                    | 335–236 ka (wahrscheinlichstes Alter) | Homo naledi (Holotypus)                                                 | 2013                | Südafrika                                | Lee Berger et al., 2015                                              |
|                                     | Steinheim Homo steinheimensis                                                                      | 300 ka                                | Homo heidelbergensis                                                    | 1933                | Steinheim an der Murr, Deutschland       | Fritz Berckhemer, 1936                                               |
|                                     | Irhoud 1                                                                                           | 300 ka                                | Archaischer Homo sapiens                                                | 1961                | Djebel Irhoud, Marokko                   |                                                                      |
|                                     | Irhoud 2                                                                                           | 300 ka                                | Archaischer Homo sapiens                                                | 1963                | Djebel Irhoud, Marokko                   |                                                                      |
| Irhoud 3 (Kiefer) bei PhysOrg.com   | Irhoud 3                                                                                           | 300 ka                                | Archaischer Homo sapiens                                                | 1968                | Djebel Irhoud, Marokko                   |                                                                      |
| Dali-Schädel                        | „Dali-Mensch“                                                                                      | 300–260 ka                            | Homo erectus                                                            | 1978                | China                                    | Shuntang Liu                                                         |
| Florisbad 1                         | Florisbad 1 Homo helmei Homo florisbadensis                                                        | 260 ka                                | Archaischer Homo sapiens                                                | 1932                | Südafrika                                | Thomas F. Dreyer, 1935 (als „Africanthropus helmei“)                 |
|                                     | Ngandong 7                                                                                         | 250 ka                                | Homo erectus                                                            | 1931                | Indonesien                               | C. ter Haar und G.H.R. von Koenigswald                               |
|                                     | Saccopastore 1                                                                                     | 250 ka                                | Homo neanderthalensis                                                   | 1929                | Italien                                  | A. Giovannini und V. Casorri                                         |
| Schädel Ehringsdorf H               | Ehringsdorfer Urmensch                                                                             | 250 ka                                | Homo neanderthalensis                                                   | 1908                | Ehringsdorf, Deutschland                 | Gustav Schwalbe, 1914, Hans Virchow, 1914, 1920, Emanuel Vlček, 1993 |
|                                     | Kabwe 1 (Broken Hill 1)                                                                            | 300–200 ka                            | Homo rhodesiensis (Holotypus) Archaischer Homo sapiens ? Homo erectus ? | 1921                | Nordrhodesien (heute: Sambia)            | Tom Zwiglaar                                                         |
| LH 18                               | LH 18                                                                                              | 200 ka                                | Archaischer Homo sapiens                                                | 1976                | Tansania                                 | Day et al. 1980                                                      |
|                                     | Xujiayao-Mensch                                                                                    | 200–160 ka                            | Homo juluensis                                                          | 2024                | China                                    | Wu & Bae 2024                                                        |
| Omo I                               | Omo 1                                                                                              | 195 ka                                | Archaischer Homo sapiens                                                | 1967/2001           | Äthiopien                                | Richard Leakey                                                       |
| Omo II                              | Omo 2                                                                                              | 195 ka                                | später Homo erectus oder Archaischer Homo sapiens                       | 1967                | Äthiopien                                | Richard Leakey                                                       |
| Herto-Schädel                       | Herto-Schädel Homo sapiens idaltu                                                                  | 160 ka                                | Archaischer Homo sapiens                                                | 1997–2003           | Herto (Mittlerer Awash, Äthiopien)       | Tim White, Berhane Asfaw et al., 2003                                |
|                                     | Altamura-Mann                                                                                      | 172–130 ka                            | Homo neanderthalensis                                                   | 1993                | Altamura, Italien                        | Eligio Vacca                                                         |
| Abbildung                           | Singa 1                                                                                            | 150–120 ka                            | Archaischer Homo sapiens                                                | 1924                | Singa, Sudan                             | W.R.G. Bond                                                          |
|                                     | Krapina 3                                                                                          | 130 ka                                | Homo neanderthalensis                                                   | 1899                | Kroatien                                 | Dragutin Gorjanović Kramberger                                       |
| Tabun 1                             | Tabun C1                                                                                           | 120 ka                                | Homo neanderthalensis                                                   | 1967–1972           | Israel                                   | Arthur Jelinek                                                       |
|                                     | Eyasi 1                                                                                            | 132–88 ka                             | Homo sapiens                                                            | 1935                | Eyasisee, Tansania                       | Hans Reck und Ludwig Kohl-Larsen, 1936                               |

## 100.000 bis 50.000 Jahre
| Abbildung                   | Name                          | Alter         | Art                                            | Jahr der Entdeckung | Fundort                     | Erstbeschreibung                                          |
| --------------------------- | ----------------------------- | ------------- | ---------------------------------------------- | ------------------- | --------------------------- | --------------------------------------------------------- |
| Klasies-Fragmente           | Klasies-River-Höhlen          | 125–75 ka     | Homo sapiens                                   | ab 1960             | Südafrika                   | Ray Inskeep, Robin Singer, John Wymer, Hilary John Deacon |
|                             | Skhul V                       | ca. 100 ka    | Homo sapiens                                   | 1933                | Skhul-Höhle, Karmel, Israel | Theodore D. McCown und H. Moivus, Jr.                     |
| Qafzeh IX                   | Qafzeh IX                     | ca. 100 ka    | Homo sapiens                                   | 1933                | Qafzeh-Höhle, Israel        | Theodore D. McCown und H. Moivus, Jr.                     |
|                             | Skhul IX                      |               | Neandertaler? später Archaischer Homo sapiens? |                     | Skhul-Höhle, Karmel, Israel |                                                           |
| Qafzeh VI                   | Qafzeh VI                     | ca. 100 ka    | Homo sapiens                                   | 1933                | Qafzeh-Höhle, Israel        | Theodore D. McCown und H. Moivus, Jr.                     |
|                             | LB1 („Hobbit“)                | ca. 100–60 ka | Homo floresiensis (Holotypus)                  | 2003                | Indonesien                  | Peter Brown et al.                                        |
|                             | La Ferrassie 1                | 70 ka         | Homo neanderthalensis                          | 17. September, 1909 | Frankreich                  | R. Capitan und D. Peyrony                                 |
| Abbildung                   | La Quina 5                    |               | Homo neanderthalensis                          |                     | Frankreich                  |                                                           |
| Abbildung                   | La Quina 18                   |               | Homo neanderthalensis                          |                     | Frankreich                  |                                                           |
|                             | Guattari 1 (ehemals Circeo I) |               | Homo neanderthalensis                          | 1939                | Italien                     | Alberto Carlo Blanc                                       |
|                             | Gibraltar 1                   | 70–45 ka      | Homo neanderthalensis                          | 1848                | Gibraltar                   |                                                           |
| NG 6 bei archaeology.nsc.ru | NG 6                          | 100–50 ka     | Homo erectus                                   | 1931                | Indonesien                  | C. ter Haar und G.H.R. von Koenigswald                    |
| Abbildung                   | Shanidar 1                    | 80–60 ka      | Homo neanderthalensis                          | 1961                | Irak                        | Ralph Solecki                                             |
|                             | La Chapelle-aux-Saints 1      | 60 ka         | Homo neanderthalensis                          | 3. August 1908      | Frankreich                  | A. und J. Bouyssonie, L. Bardon                           |
|                             | Amud 1                        | 60–50 ka      | Homo neanderthalensis                          |                     | Amud-Höhle, Israel          |                                                           |
| Abbildung                   | Amud 7                        | 55 ka         | Homo neanderthalensis                          |                     | Amud-Höhle, Israel          |                                                           |

## Jünger als 50.000 Jahre
| Abbildung                      | Name                        | Alter                     | Art                                                      | Jahr der Entdeckung | Fundort                                          | Erstbeschreibung            |
| ------------------------------ | --------------------------- | ------------------------- | -------------------------------------------------------- | ------------------- | ------------------------------------------------ | --------------------------- |
|                                | Le Moustier                 | 45 ka                     | Homo neanderthalensis                                    | 1909                | Frankreich                                       | Otto Hauser                 |
|                                | Denisova-Mensch             | 48–30 ka                  | ungeklärt; (vermutlich Schwestergruppe der Neandertaler) | 2010                | Russland, Tibet                                  |                             |
|                                | Neandertal 1                | 42 ka                     | Homo neanderthalensis (Holotypus)                        | 1856                | Neandertal, Deutschland                          | Johann Carl Fuhlrott        |
|                                | Spy I                       | 42 ka                     | Homo neanderthalensis                                    | 1886                | Grotte de Spy, Jemeppe-sur-Sambre, Belgien       | Marcel de Puydt, Max Lohest |
|                                | Spy II                      | 42 ka                     | Homo neanderthalensis                                    | 1886                | Grotte de Spy, Jemeppe-sur-Sambre, Belgien       | Marcel de Puydt, Max Lohest |
|                                | Mungo Man                   | 40 ka                     | Homo sapiens                                             | 1974                | Australien                                       | Jim Bowler                  |
|                                | Mungo Lady                  | 40 ka                     | Homo sapiens                                             | 1969                | Australien                                       | Jim Bowler                  |
| Qafzeh VI                      | Qafzeh 6                    |                           | Homo sapiens                                             |                     | Qafzeh-Höhle                                     |                             |
| Abb. des Unterkiefer-Fragments | Tianyuan 1                  | 40 ka                     | Homo sapiens                                             | 2003                | VR China                                         | Hong Shang et al.           |
|                                | Hofmeyr-Schädel             | 36 ka                     | Homo sapiens                                             | 1952                | Südafrika                                        |                             |
|                                | Cro-Magnon 1                | 30 ka                     | Homo sapiens                                             | 1868                | Frankreich                                       | Édouard Lartet              |
| Predmosti 3                    | Predmost 3                  |                           | Homo sapiens                                             |                     |                                                  |                             |
|                                | Afalou 13                   |                           |                                                          |                     |                                                  |                             |
|                                | Wadi Kubbaniya              |                           |                                                          |                     |                                                  |                             |
|                                | Wadi Halfa 25               |                           |                                                          |                     |                                                  |                             |
| Minatogawa 1                   | Minatogawa 1                | 18–16 ka                  | Homo sapiens                                             | 1970                | Japan                                            |                             |
|                                | Tandou                      |                           |                                                          |                     |                                                  |                             |
| Kow Swamp 1                    | Kow Swamp 1–22              | 13–9 ka                   | Homo sapiens                                             | 1968                | Australien                                       | A.G. Thorne                 |
|                                | Wadjak 1                    | 12–10 ka                  | Homo sapiens                                             | 1888                | Indonesien                                       | Eugène Dubois               |
|                                | SDM 16704 (Del Mar Man)     | 11,3 ± 1,2 ka             | Homo sapiens                                             |                     | USA (Kalifornien)                                |                             |
|                                | Combe Capelle (Grab)        | 9 ka (Neudatierung 2011!) | Homo sapiens                                             | 1909                | Combe Capelle, Frankreich                        | Otto Hauser                 |
|                                | Kennewick-Mann              | 9,3 ka                    | Homo sapiens                                             | 1996                | Kennewick, USA                                   | James C. Chatters           |
|                                | Lothagam 4b (Lo 4b)         | 7,5 ka                    | Homo sapiens                                             | 1965–1975           | Kenia                                            |                             |
|                                | Ötzi („Mann vom Tisenjoch“) | 5,3 ka                    | Homo sapiens                                             | 1991                | Ötztaler Alpen (zwischen Österreich und Italien) | Helmut und Erika Simon      |
|                                | Tepexpan-Mensch             | 5 ka                      | Homo sapiens                                             | 1947                | Mexiko                                           | H. de Terra                 |
|                                | Cerro Sota 2                | 3,7 ka (BP)               | Homo sapiens                                             | 1936                | Chile                                            | Junius Bird                 |
|                                | Homo sapiens balangodensis  | ??                        | Homo sapiens                                             | 1969                | Sri Lanka                                        | P. E. P. Deraniyagala       |

## Abkürzungen im Fossilienverzeichnis
- AL – Afar Locality, Äthiopien
- ARA-VP – Aramis-Vertebrate Paleontology, Äthiopien
- AT – Atapuerca
- BAR – Baringo County, Kenia (Fundstätte Lukeino in den Tugen Hills)
- BEL – Belohdelie, Äthiopien (Middle Awash study area)
- BK – Blimbing Kulon, Java, Indonesien
- BK – Bell’s Korongo, Olduvai-Schlucht
- BOD-VP – Bodo D’Ar-Vertebrate Paleontology, Äthiopien (Middle Awash study area)
- BOU-VP – Bouri Vertebrate Paleontology, Äthiopien
- CGM – Cairo Geology Museum (heute: Ägyptisches Geologisches Museum)
- DIK – Dikika, Äthiopien
- DNH – Drimolen, Südafrika
- ER – East Rudolf (=Rudolfsee [heute:Turkana-See], Ostufer), Kenia
- GDA – Gondolin, Südafrika
- IVPP – Institute of Vertebrate Paleontology and Paleoanthropology of the Chinese Academy of Sciences
- KB – Kromdraai, Südafrika
- KGA – Konso-Gardula, Äthiopien
- KNM-BK – Kenia Nationalmuseum-Baringo Kapthurin (Kapthurin-Formation, Tugen Hills, Baringo District)
- KNM-ER – Kenia Nationalmuseum-East Rudolf (=Rudolfsee [heute:Turkana-See], Ostufer)
- KNM-WT – Kenia Nationalmuseum-Westufer Turkana-See
- KP – Kanapoi, Kenia
- KT – Koro Toro, Tschad
- OH – Olduvai Hominid, Tansania
- RC – Malema, Malawi-Rift
- SK, SKW, SKX – Swartkrans, Südafrika
- Sts, Stw, SE – Sterkfontein, Südafrika
- TM – Transvaal Museum, Südafrika
- TM – Toros-Menalla, Tschad
- UR – Uraha, Malawi
- WT – Westufer Turkana-See, Kenia

## Belege
1. ↑  Yohannes Haile-Selassie et al.: An early Australopithecus afarensis postcranium from Woranso-Mille, Ethiopia. In: PNAS. Band 107, Nr. 27, 2010, S. 12121–12126, doi:10.1073/pnas.1004527107
2. ↑  W. H. Kimbel et al.: Late Pliocene Homo and Oldowan Tools from the Hadar Formation (Kada Hadar Member), Ethiopia. In: Journal of Human Evolution, Band 31, Nr. 6, 1996, S. 549–561, doi:10.1006/jhev.1996.0079
3. ↑  Fossiler, fragmentierter Schädel in drei Teilen.
4. ↑  Rosa Huguet, Xosé Pedro Rodríguez-Álvarez, María Martinón-Torres, Josep Vallverdú, Juan Manuel López-García, Marina Lozano, Marcos Terradillos-Bernal, Isabel Expósito, Andreu Ollé, Elena Santos4, Palmira Saladié, Arturo de Lombera-Hermida, Elena Moreno-Ribas, Laura Martín-Francés, Ethel Allué, Carmen Núñez-Lahuerta, Jan van der Made, Julia Galán, Hugues-Alexandre Blain, Isabel Cáceres, Antonio Rodríguez-Hidalgo, Amèlia Bargalló, Marina Mosquera, Josep Maria Parés, Juan Marín, Antonio Pineda, David Lordkipanidze, Ann Margveslashvili, Juan Luis Arsuaga, Eudald Carbonell und José María Bermúdez de Castro: The earliest human face of Western Europe. In: Nature. 2025, doi:10.1038/s41586-025-08681-0.
5. ↑  Eudald Carbonell, José M. Bermúdez de Castro, Josep M. Parés, Alfredo Pérez-González, Gloria Cuenca-Bescós, Andreu Ollé, Marina Mosquera, Rosa Huguet, Jan van der Made, Antonio Rosas, Robert Sala, Josep Vallverdú, Nuria García, Darryl E. Granger, María Martinón-Torres, Xosé P. Rodríguez, Greg M. Stock, Josep M. Vergès, Ethel Allué,  Francesc Burjachs, Isabel Cáceres, Antoni Canals, Alfonso Benito, Carlos Díez, Marina Lozano, Ana Mateos, Marta Navazo, Jesús Rodríguez, Jordi Rosell und Juan L. Arsuaga: The first hominin of Europe. In: Nature. Band 452, 2008, S. 465–469, doi:10.1038/nature06815.
6. ↑  Francesco Mallegni, Emiliano Carnieri, Michelangelo Bisconti, Giandonato Tartarelli, Stefano Ricci, Italo Biddittu und Aldo Segre: Homo cepranensis sp. nov. and the evolution of African-European Middle Pleistocene hominids. In: Comptes Rendus Palevol Band 2, 2003, S. 153–159, doi:10. 1016/S1631-0683(03)00015-0.
7. ↑  Mirjana Roksandic, Dušan Mihailović, Norbert Mercier, Vesna Dimitrijević, Mike W. Morley, Zoran Rakočević, Bojana Mihailović, Pierre Guibert und Jeff Babb: A human mandible (BH-1) from the Pleistocene deposits of Mala Balanica cave (Sićevo Gorge, Niš, Serbia). Journal of Human Evolution 61, 20911, S. 186–196, doi:10.1016/j.jhevol.2011.03.003
8. ↑  Sándor Kele, András Markó, Julianna Cseh, Chuan-Chou Shen, Chung-Che Wu und Stefano M. Bernasconi: Samuel's paleo-jacuzzi: Dating and clumped isotope-based temperature of the Vértesszőlős Early Man site (Hungary). In: G. Haczewski (Hrsg.): 31st IAS Meeting of Sedimentology Krakow, Lengyelország: Polskie Towarzystwo Geologiczne. 2015, S. 268
9. ↑  H. P. Schwarcz und A. G. Latham: Uranium-series age determination of travertines from the site of Vértesszöllös, Hungary. In: Journal of Archaeological Science. Band 11, Nr. 4, 1984, S. 327–336, doi:10.1016/0305-4403(84)90014-1.
10. ↑  Andor Thoma: L’occipital de l’Homme mindélien de Vertesszöllös. In: L’Anthropology. Band 70, 1966, S. 495–534.
11. ↑  Andor Thoma:  On Vértesszöllös Man. In: Nature. Band 236, 1972, S. 464–465, doi:10.1038/236464a0.
12. ↑  H. P. Schwarcz und A. G. Latham: Uranium-series age determination of travertines from the site of Vértesszöllös, Hungary. In: Journal of Archaeological Science. Band 11, Nr. 4, 1984, S. 327–336, doi:10.1016/0305-4403(84)90014-1.
13. ↑  M. H. Day, M. D. Leakey und C. Magori: A new hominid fossil skull (L.H. 18) from the Ngaloba Beds, Laetoli, northern Tanzania. In: Nature. Band 284, 1980, S. 55–56, doi:10.1038/284055a0
14. ↑  Christopher J. Bae: The "Muddle in the Middle" (~400 ka – ~100 ka). Kapitel 4 in: Christopher J. Bae: The Paleoanthropology of Eastern Asia. University of Hawaii Press, 2024, S. 95–131, doi:10.1515/9780824898106
15. ↑  Christopher J. Bae und Xiujie Wu: Making sense of eastern Asian Late Quaternary hominin variability. In: Nature Communications. Band 15 (1), S. 9479, doi:10.1038/s41467-024-53918-7
16. ↑  doi:10.1017/S0033822200005981, Volltext
17. ↑  doi:10.4067/S0718-22442010000200009 = MAGALLANIA, (Chile), 2010. Vol. 38(2):133-149